# Cerje (Kraljevo)
Cerje (Servisch cyrillisch Церје) is een plaats in de Servische gemeente Kraljevo. De plaats telt 625 inwoners (2002).